# Макушин, Пётр Иванович
Пётр Ива́нович Маку́шин (31 мая [12 июня] 1844, Путинское, Пермская губерния — 4 июня 1926, Томск) — видный деятель народного просвещения в Сибири, основатель первой в Томске публичной библиотеки, первого в Сибири книжного магазина, один из инициаторов создания первого в Сибири университета. Почётный гражданин Томска (1910).

## Биография
Родился 31 мая [12 июня] 1844 года в сельце Путинское Оханского уезда Пермской губернии (ныне деревня Посад Верещагинского района Пермского края). Был сыном псаломщика. С отличием окончил Пермское духовное училище и в 14 лет был принят в Пермскую духовную семинарию, по окончании которой, в 1863 году поступил по конкурсу в Санкт-Петербургскую духовную академию.
В середине 1860-х годов Макушин по приглашению инспектора академии архимандрита Владимира вступил в Алтайскую духовную миссию и уехал на Алтай, где занимался организацией «центрального миссионерского училища» в Улале для туземных мальчиков из новокрещённых, занимаясь их обучением. В 1867 году он организовал такую же школу для девочек и устраивал беседы и чтения с взрослыми.
В 1868 году Макушин переехал в Томск, где церковные власти предложили ему должность смотрителя духовного училища.
В конце 1872 года Макушин обратился к томскому купцу В. В. Михайлову с просьбой помочь в организации книжного дела; в 1873 году Торговым домом «Михайлов и Макушин» был открыт первый в Сибири книжный магазин (Набережная реки Ушайки, д. 4). В конце XIX века эта фирма была самой крупной книготорговой фирмой во всей Сибири, имела большой филиал в Иркутске и сельские книжные лавки в 125 населённых пунктах Томской губернии при постоянном наличии в магазинах около 250 тысяч наименований. За 25 лет было продано несколько миллионов книг.
В 1876 году была открыта типография. В типографии Макушина отпечатано множество книг томских учёных, книг, относящихся к экономическому и культурному развитию Сибири; в ней печатались газета томского университета «Университетские известия». С 1881 по 1888 год Макушин издавал «Сибирскую газету», сам был их редактором и издателем. В 1894 году Макушин основал газету, сначала имевшую узкосправочный характер («Томский справочный листок», она же «Сибирская жизнь», «Томский листок»); 

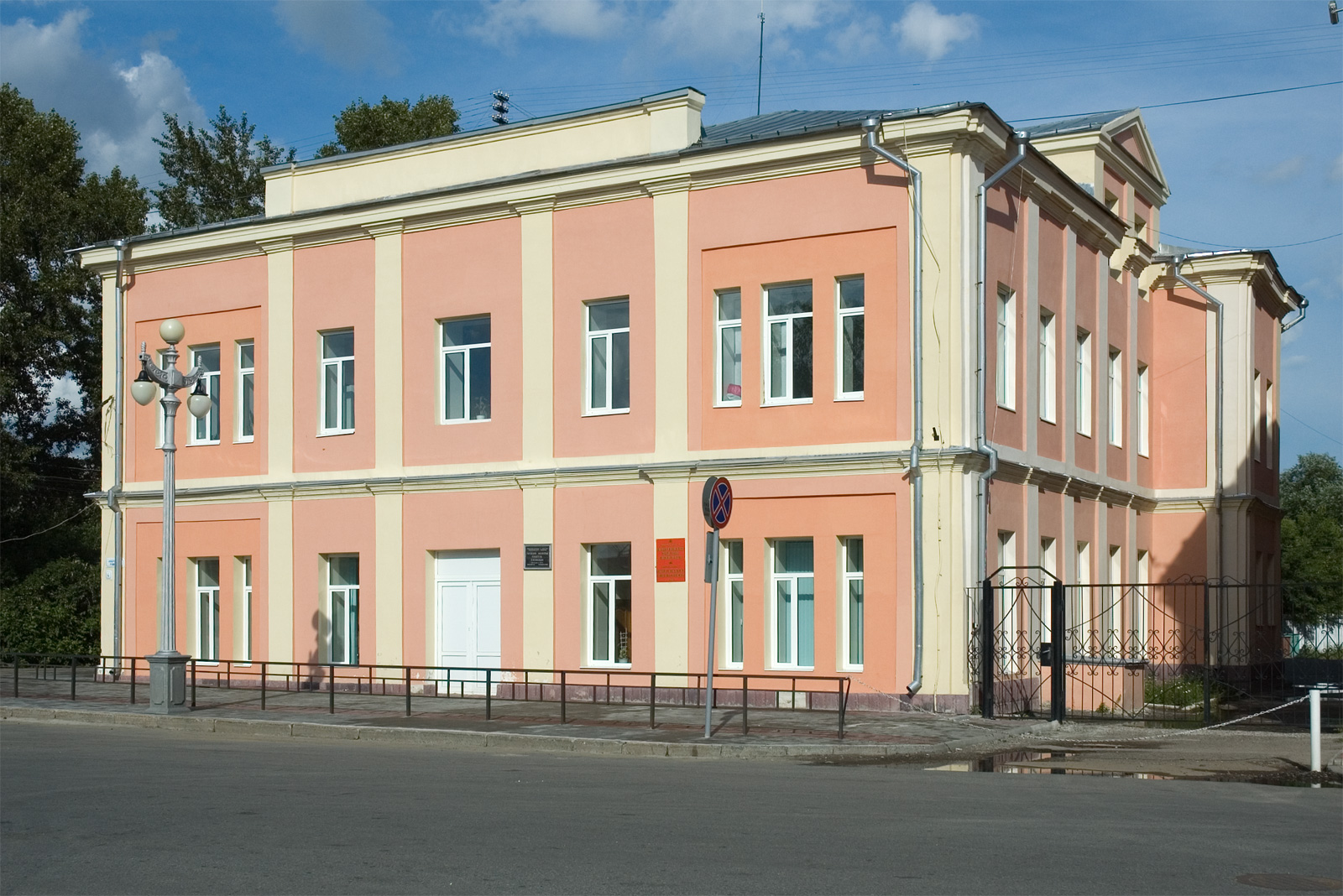
Дом, в котором в 1873 году П. И. Макушиным был открыт первый в Сибири книжный магазин

По почину Макушина, избранного в 1875 году гласным думы, при думе была учреждена исполнительная училищная комиссия, избравшая его председателем. В 1869 году в Томске существовало лишь одно училище для мальчиков (98 учащихся), а в 1888 году число училищ достигло 17, число учащихся — 1383. Заведены школьные библиотеки, для учителей основан педагогический музей. Городской бюджет на народное образование увеличился вдвое и достиг 16000 рублей. 

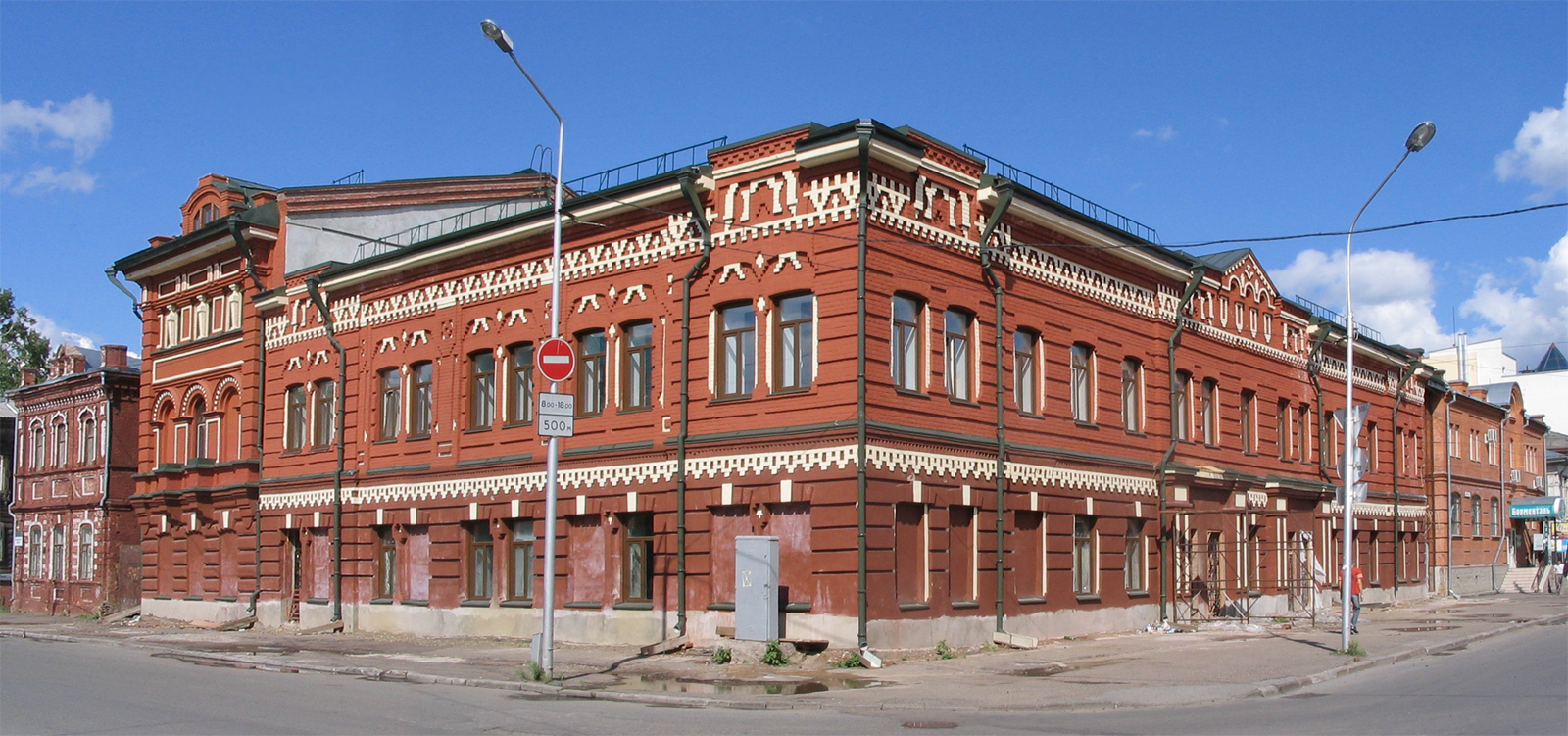
Дом для народной бесплатной библиотеки

В 1882 году Макушин положил основание «Обществу попечения о начальном образовании в г. Томске», с девизом: «ни одного неграмотного». В 1887 году годовой приход общества достигал уже до 12,5 тыс. руб. Позднее Макушин вышел из состава Общества. Одним из главных его дел во время работ в Обществе было учреждение в 1884 году народной бесплатной библиотеки, первой не только в Сибири, но и в России. По его же инициативе в Томске в 1889 году положено начало музею прикладных знаний. В 1889 году Санкт-Петербургский комитет грамотности присудил Макушину золотую медаль Императорского вольно-экономического общества за особо выдающиеся труды по народному образованию.
В 1899 году Макушин совершил объезд Томского уезда с целью исследования спроса на книги, и выяснил, что окончившие школу уже через несколько лет полностью забывают грамоту. Не желая мириться с таким положением дел, он в 1901 году учредил Общество содействия устройству бесплатных библиотек в Томской губернии.
После «черносотенного» Томского погрома Макушин бежал из города и искал укрытия в селе Протопопово, однако местные крестьяне, опасаясь мести властей, на сельском сходе, созванном ночью, отказались приютить его. За высокую плату один из них согласился отвезти Петра Ивановича на отдаленную таежную пасеку.
После нескольких неудачных лет, во время которых было закрыто «Общество попечения о начальном образовании» и «Бесплатная народная библиотека», Макушин обращается к издательствам за поддержкой и удерживает из своих платежей за книги от 1 до 5 %. В результате в период 1910—1915 годов в губернии открылась 351 библиотека. За время существования общества было разослано около 150 тысяч книг, было изыскано около 80 000 рублей пожертвований, включая 40 000 — пожертвования самого Макушина.

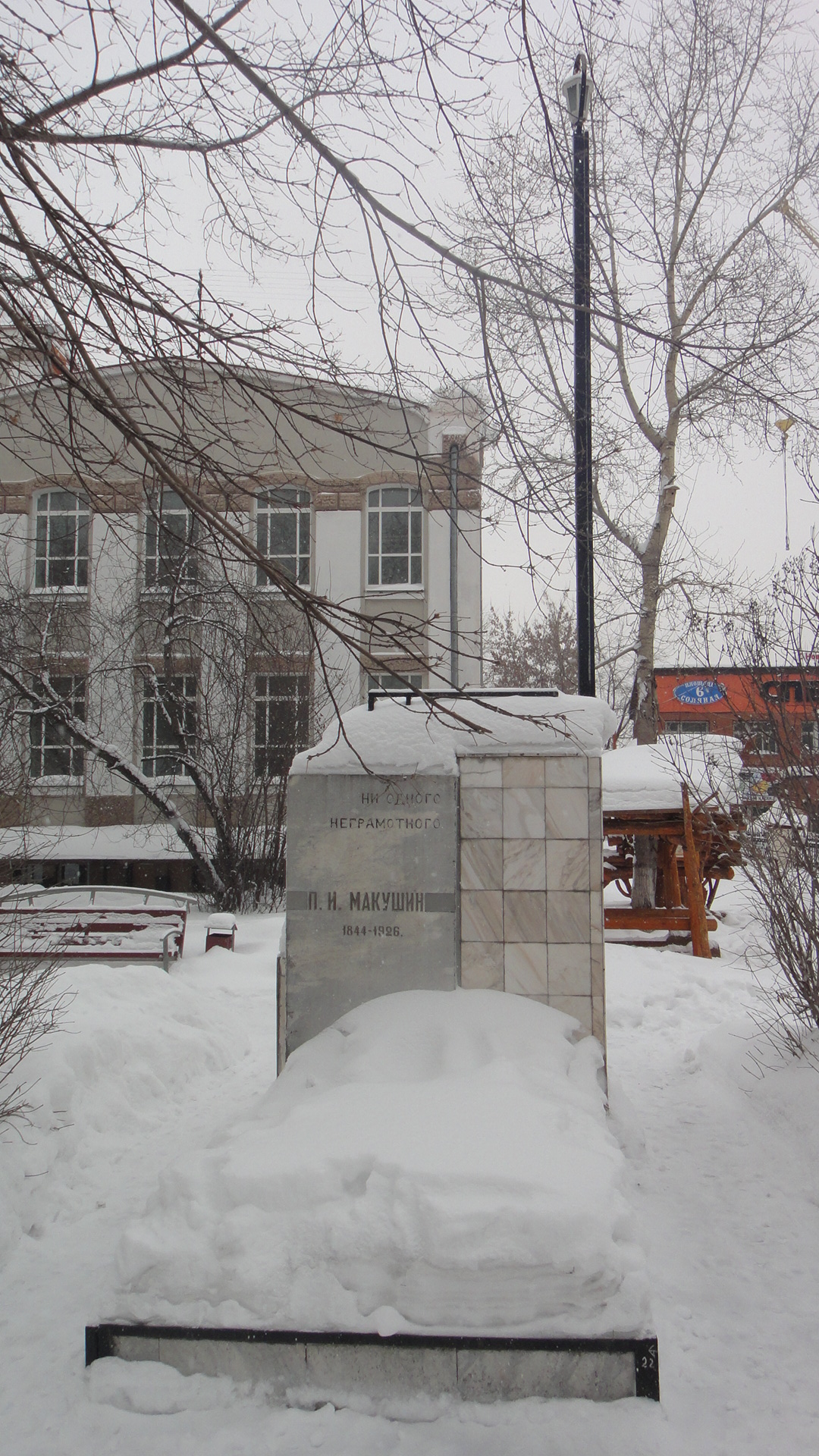
Могила П. И. Макушина

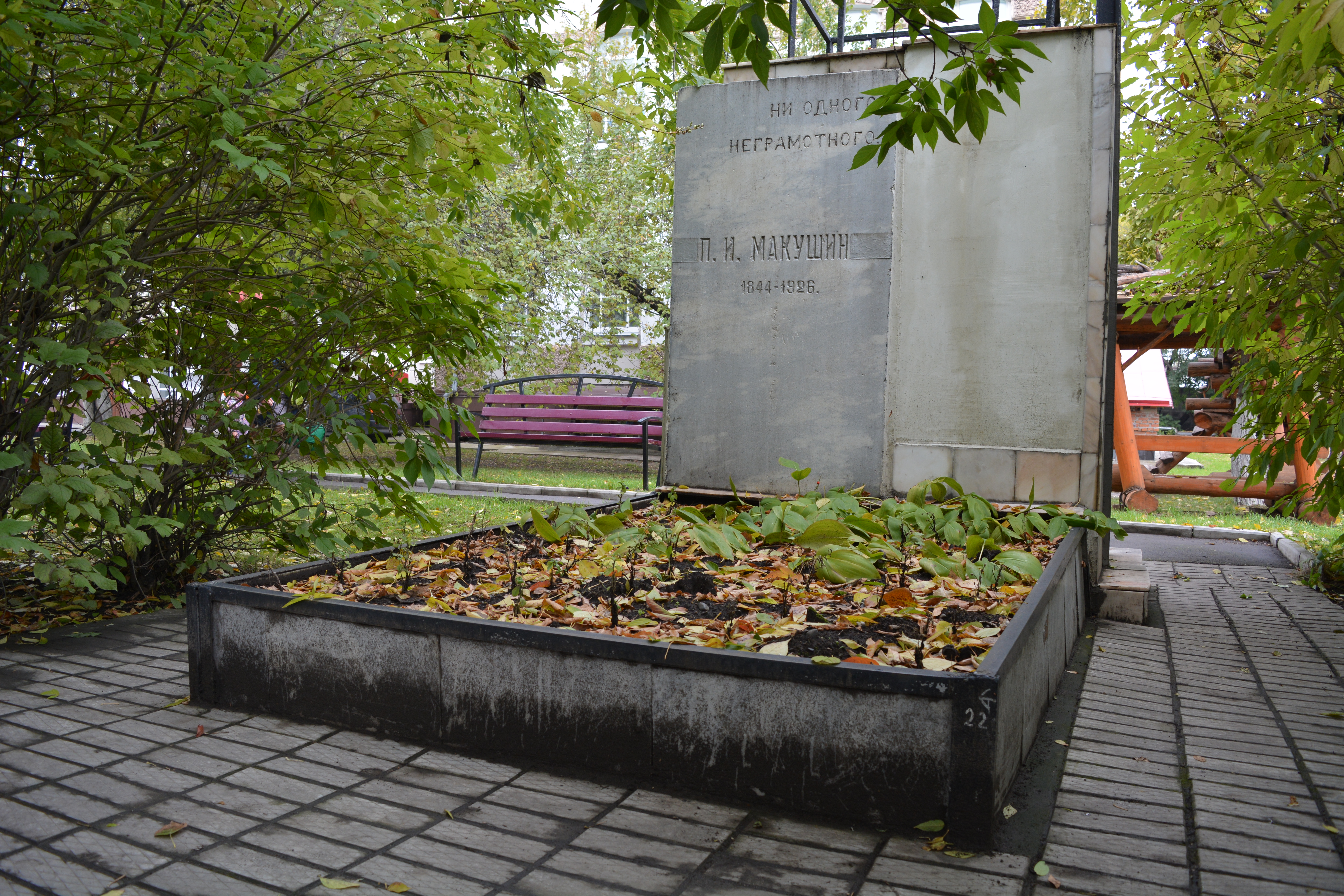
Могила П. И. Макушина

По предложению Макушина и на его средства в Томске в 1912 году был построен «Дом науки» (проект А. Д. Крячкова, архитекторы Т. Л. Фишель и А. И. Лангер), которым вскоре стал распоряжаться созданный Макушиным Народный университет. Этому вузу Макушин передал ещё несколько зданий, а также крупную денежную сумму.
После октябрьской революции Макушин был арестован (7 марта 1918 года), но вскоре освобождён и решил перебраться в Иркутск, куда прибыл 12 декабря 1918 года. По решению правительства Колчака в 1919 году П. И. Макушин получил звание Почётного гражданина Сибири,.
В мае 1920 года большевистскими властями в Иркутске он был арестован второй раз, но снова был освобождён «ввиду несостоятельности доноса»; 6 июня 1920 года он вернулся в Томск, а 8 июля снова арестован. И опять освобождён из-за недостаточности обвинений.
Планировал Макушин основание Сибирского литературного фонда, но Гражданская война и национализация его имущества помешала этим планам. С горечью он писал:

На 76-м году жизни я оказался обнищалым, бесприютным стариком. Создалось крайне тяжёлое положение. В голове гвоздём и до сего времени остаётся не разрешённым вопрос: За что? В прошлом полувековая, неустанная работа на пользу просвещения, на пользу всей Сибири, и… такой конец.

Умер 4 июня 1926 года. Похоронен, по завещанию, в ограде Дома. В Томске, по завещанию Макушина, ему был установлен памятник с постоянно горящей электрической лампочкой на верхушке рельса в сквере Дома науки, которому было присвоено его имя.
Существует Фонд Петра Макушина.

## Семья
Младший брат Петра Макушина, Алексей (1856—1927) — врач, депутат Государственной думы I созыва от Томской губернии, «выборжец».
Его правнук, Дмитрий Васильевич Ширков — российский физик-теоретик, академик РАН.

## Произведения и юбилейные издания
- Крекнин. Ревнитель света — П. И. Макушин. 50 лет просветительской деятельности 1866—1916 в Сибири. — Томск, 1916. — 103 с.
- Полувековой юбилей П. И. Макушина. Изд. Томской городской думы. — Томск, 1917. — 177 с.
- Дом науки имени П. И. Макушина в Томске. — Томск, 1912. — 104 с.
- К пятидесятилетию книжной торговли в Сибири (из воспоминаний П. И. Макушина). — Новониколаевск, 1923. — 22 с.